# Ariel Rechtshaid
Ariel Rechtshaid est un producteur, auteur-compositeur et musicien américain né le 23 mars 1979 à Los Angeles.

## Biographie
Lorsque son ami Murs signe un contrat avec un label de hip-hop indépendant, Ariel Rechtshaid, qui est toujours lycéen, travaille avec lui sur son premier album studio F'Real. Il forme également le groupe The Hippos (en) et obtient son diplôme de fin d'études avec un an d'avance afin de pouvoir prendre part à leur première tournée. Ils assurent la première partie d'artistes comme Jimmy Eat World, No Doubt et Bloodhound Gang et sortent trois albums studio avant leur séparation en 2001. Il installe alors un studio d'enregistrement dans la maison de ses parents puis écrit et compose plusieurs chansons pour des publicités. Le titre Hey There Delilah qu'il produit pour le groupe Plain White T's rencontre un succès commercial important en 2007, notamment aux États-Unis où il atteint la première place du Billboard Hot 100.
Au début des années 2010, il commence à collaborer régulièrement avec le disc jockey Diplo. Ensemble, ils explorent différents genres musicaux et travaillent avec plusieurs artistes importants, dont Usher pour la chanson Climax. Ce dernier recommande Ariel Rechtshaid à Scooter Braun, le manager de Justin Bieber, pour qui il co-écrit la chanson Thought of You sur l'album Believe.
Ariel Rechtshaid co-écrit plus de la moitié des chansons de True Romance, le premier album studio de Charli XCX qui sort en 2013. La même année, il co-écrit Night Time, My Time, le premier album de Sky Ferreira, et co-produit Modern Vampires of the City, le troisième album studio du groupe de rock Vampire Weekend. Pour cet album, il remporte le prix du meilleur album de musique alternative et reçoit une nomination dans la catégorie du producteur de l'année lors de la 56e cérémonie des Grammy Awards. L'année suivante, il gagne le Grammy Award de l'album de l'année pour sa participation à 25 d'Adele.
Après avoir travaillé sur le premier album du groupe Haim, Days Are Gone, il co-écrit toutes les chansons de leur deuxième album Something to Tell You qui sort en 2017. Deux ans plus tard, il collabore à nouveau avec Vampire Weekend pour l'album Father of the Bride.

## Distinctions

### Grammy Awards
| Année | Travail nommé               | Catégorie                             | Résultat   | Réf.  |
| ----- | --------------------------- | ------------------------------------- | ---------- | ----- |
| 2014  | Ariel Rechtshaid            | Producteur de l'année                 | Nomination | [ 5 ] |
| 2014  | Modern Vampires of the City | Meilleur album de musique alternative | Lauréat    | [ 5 ] |
| 2017  | 25                          | Album de l'année                      | Lauréat    | [ 5 ] |
| 2020  | Father of the Bride         | Album de l'année                      | Nomination | [ 5 ] |
| 2021  | Women in Music Pt. III      | Album de l'année                      | Nomination | [ 5 ] |

### Soul Train Music Awards
| Année     | Travail nommé | Catégorie                            | Résultat   | Réf.  |
| --------- | ------------- | ------------------------------------ | ---------- | ----- |
| 2012 (en) | Climax        | Ashford & Simpson Songwriter's Award | Nomination | [ 7 ] |